# Fridrich I. Babenberský
Fridrich I. Babenberský (1175? – 16. dubna 1198 Akkon) byl rakouský vévoda v letech 1194–1198, prvorozený syn Leopolda V. z dynastie babenberské a Heleny, dcery uherského krále Gejzy.

## Život
Fridrich se stal rakouským vévodou roku 1194 po otcově smrti a během svého působení v rodné zemi se proslavil jako mecenáš trubadúrů a milovník dvorských slavností. Po nástupu na trůn nerespektoval poslední přání svého otce a nevrátil zbývající část zaplaceného výkupného za anglického krále Richarda Lví srdce. Na počátku roku 1197 se mladý vévoda spolu s jinými významnými šlechtici připojil k císařské výzvě a vydal se na křížovou výpravu do Svaté země. Ještě před odjezdem na výpravu pomáhal na Sicílii císaři Jindřichu VI. pacifikovat povstání místní normanské šlechty. Po jeho potlačení byla většina zajatců (často drastickým způsobem) popravena. Ve Svaté zemi Fridrich onemocněl a návratu domů se již nedožil. Při zpáteční cestě totiž 16. dubna 1198 v Akkonu zemřel.
| „                            | ...Když z dálav přišla ta zpráva, že duše Fridricha Rakouského nalezla svobodu a jeho tělo smrt, pohřben byl můj pyšný krok jeřába a nyní tu bezcílně bloudím jako páv s hlavou ke kolenům svěšenou... | “ |
| — Walther von der Vogelweide | |   |

Byl pohřben v klášteře Heiligenkreuz. Nástupcem se stal mladší Fridrichův bratr Leopold. Do doby vlády Fridricha I. spadají počátky básnícké tvorby Walthera von Vogelweide, který se dle svých vlastních slov v době jeho vlády „naučil zpívat a vyprávět“.